# جنبش ۲۰۲۴ اصلاح سهمیه بنگلادش
جنبش ۲۰۲۴ اصلاح سهمیه بنگلادش، به جنبشی اعتراضی دانشجویان و همچنین آموزگاران و استادان دانشگاه‌های دولتی و خصوصی بنگلادش اشاره دارد که خواستار اصلاح نظام متعارف استخدام سهمیه‌ای مشاغل دولتی در بنگلادش است.
این مجموعه اعتراضات که نخست در واکنش به نظام سهمیه‌بندی بنگلادش آغاز شده بود، به سرعت در سراسر بنگلادش گسترش یافت. تظاهرات گسترده با واکنش شدید، خشونت‌آمیز و قهری دولت وقت و همچنین نارضایتی عمومی ناشی از تحمل ظلم تحت حکومتی که بسیاری آن را یک حکومت استبدادی می‌دانند، تقویت شد. این وضعیت به دلیل ناتوانی دولت در مدیریت رکود اقتصادی طولانی‌مدت و فقدان مسیرهای دموکراتیک و آزاد برای آغاز تغییر پیچیده‌تر شده است. دولت وقت، عوامی لیگ در راستای سرکوب راحت‌تر مخالفان، اعتراضات را به ربوده شدن توسط مخالفان سیاسی متهم کرد که به دنبال بی‌ثبات کردن کشور هستند. دولت با بستن همه مؤسسات آموزشی، با استفاده از شاخهٔ دانشجویی خود — لیگ چاترا — علیه معترضان، استقرار پلیس و گارد مرزی، و در نهایت اعلام منع رفت‌وآمد در سراسر کشور تلاش کرد تا اعتراضات را سرکوب کند. ارتش در سراسر کشور در میان قطعی بی‌سابقه اینترنت در سراسر کشور مستقر شد که عملاً کشور را از سایر نقاط جهان منزوی کرد و از رسیدن اخبار داخلی بنگلادش به دنیا جلوگیری کرد. شمار کشته‌شدگان این اعتراضات مسالمت‌آمیز، به میزان مختلفی گزارش شده است. تعداد کشته‌شدگان دست‌کم بیش‌از ۱۰۰ نفر است که تعداد زیادی از قربانیان، دانش‌آموزان جوان هستند.
این اعتراضات در پاسخ به حکم دادگاه عالی بنگلادش در ۵ ژوئیهٔ ۲۰۲۴ آغاز شد که بخشنامهٔ ۲۰۱۸ دولت مبنی بر لغو سهمیهٔ ۳۰ درصدی فرزندان مبارزان آزادی در مشاغل دولتی را غیرقانونی اعلام کرد. این بخشنامه در پی جنبش ۲۰۱۸ اصلاح سهمیه بنگلادش صادر شده بود.
پس از تصمیم دادگاه، فعالیت‌های آنلاین علیه این حکم همراه با فراخوان‌هایی برای «سال ۲۰۱۸ دیگر» آغاز شد. اعتراضات اولیه در اوایل ژوئیه برگزار شد که عمدتاً در پایتخت بنگلادش یعنی داکا متمرکز بود، اما بعداً به دلیل عید قربان و تعطیلات تابستانی متوقف شد. پس از تعطیلات، تظاهرات مسالمت‌آمیز دانشجویان در ۱ ژوئیه مجدداً آغاز شد، در حالی که معلمان دانشگاه‌های دولتی در اعتراض به طرح جدید بازنشستگی همگانی، اعتصابی را اعلام کردند که در اثر آن، دانشگاه‌ها به تعطیلی کشانده شد. سپس تظاهرات در سراسر کشور گسترش یافت زیرا جنبش توسط یک بوشوم موبیرودی چاترو آندولون (بنگالی: বৈষম্যবিরোধী ছাত্র আন্দোলন در سرتاسر کشور گسترش یافت، ت.ت. 'Anti-discrimination Students' Movement' یک سازمان چتر حمایتی برای معترضان دانشجویی). در ۷ ژوئیه، معترضان محاصرهٔ سراسری بنگلا را آغاز کردند و با راه‌اندازی راه‌آهن و ترافیک با تظاهرات در شهرهای بزرگ و کلان‌شهرها مانند داکا، چیتاگونگ، کامیلا، جاشور، رنگ‌پور و راج‌شاهی، راه‌اندازی کردند. در حالی که شعبه استیناف در ۱۰ ژوئیه دستور وضعیت چهار هفته ای را در مورد این سهمیه صادر کرد، اعتراضات ادامه یافت و خواستار راه حلی از سوی دولت شد. روز بعد با درگیری پلیس با دانشجویان، اعتراضات برای اولین بار به خشونت کشیده شد. در ۱۴ ژوئیه، نخست‌وزیر، شیخ حسینه، اظهارات جنجالی کرد که در عمل اثر عکس داشت و تنش اوضاع را تشدید کرد. در ۱۵ ژوئیه، دولت وقت عوامی لیگ، موضع خود را در برابر تظاهرات مستحکم کرد و معترضان با سرکوب خشونت‌آمیز لیگ چاترا مواجه شدند که در اثر آن، صدها تن زخمی‌شدند.

## زمینه
پس از انتشار حکم دادگاه عالی بنگلادش در ۵ ژوئیه، دانشجویان دانشگاه‌های گوناگون در داکا با هم متحد شدند. آنها به صورت همگانی خواستار اصلاح سهمیه بودند و نسبت به وضعیت موجود اعتراض داشتند. پس از آغاز حرکت اولیه، به دلیل عید و تعطیلات تابستانی به تعویق افتاد. پس از پایان تعطیلات، اعتراضات دوباره به آرامی آغاز شد اما به تدریج گسترده شد. در ابتدا دانشجویان و معلمان دانشگاه‌های دولتی از جمله دانشگاه داکا، دانشگاه جاگانات، دانشگاه مهندسی و فناوری راج‌شاهی، دانشگاه دریانوردی بانگابندو شیخ مجیب الرحمن، دانشگاه جهانگیر نگار، دانشگاه چیتاگونگ، دانشگاه رجشاهی، دانشگاه کومیلا، دانشگاه اسلامی بنگلادش و سایر موسسات آموزشی حضور داشتند، به این جنبش پیوستند. پس از آن، دانشجویان دانشگاه‌های خصوصی از جمله دانشگاه شمال جنوب، دانشگاه مستقل بنگلادش، دانشگاه BRAC، دانشگاه بین‌المللی آمریکایی - بنگلادش، دانشگاه بین‌المللی متحد، دانشگاه علم و صنعت احسن الله، دانشگاه جنوب شرقی و دانشگاه وارندرا نیز با پیوستن به تظاهرات عمومی از این اقدام پیروی کردند. تحت پرچم جنبش دانشجویی ضد تبعیض، دانشجویان محاصره بنگلا را آغاز کردند. در جریان نهضت، بخش استیناف در ۱۰ ژوئیه به مدت چهار هفته وضعیت موجود را صادر کرد و سهمیه مبارزان آزادی را لغو کرد. دانشجویان در واکنش به حکم دادگاه گفتند که به دنبال راه حل نهایی برای موضوع سهمیه از سوی دولت هستند و مدعی شدند این حرکت ربطی به دادگاه ندارد. این اعتراض همچنین شبکه قطار داخلی و حمل و نقل جاده ای را نیز تحت تأثیر قرار داد.

## خواسته‌ها
جنبش دانشجویی ضد تبعیض خواسته‌هایی از دولت داشتند که شرح آن بدین ترتیب است:
- لغو نظام سهمیه ای موجود برای مشاغل دولتی.
- ارائه سهمیه با نرخ عادلانه به گروه‌های اقلیت و افراد معلول.
- تصویب قانون جدید در مجلس که بر اساس آن نظام سهمیه بندی جدید برای حداکثر ۵ درصد از کل مشاغل تعیین می‌شود.

## جدول زمانی

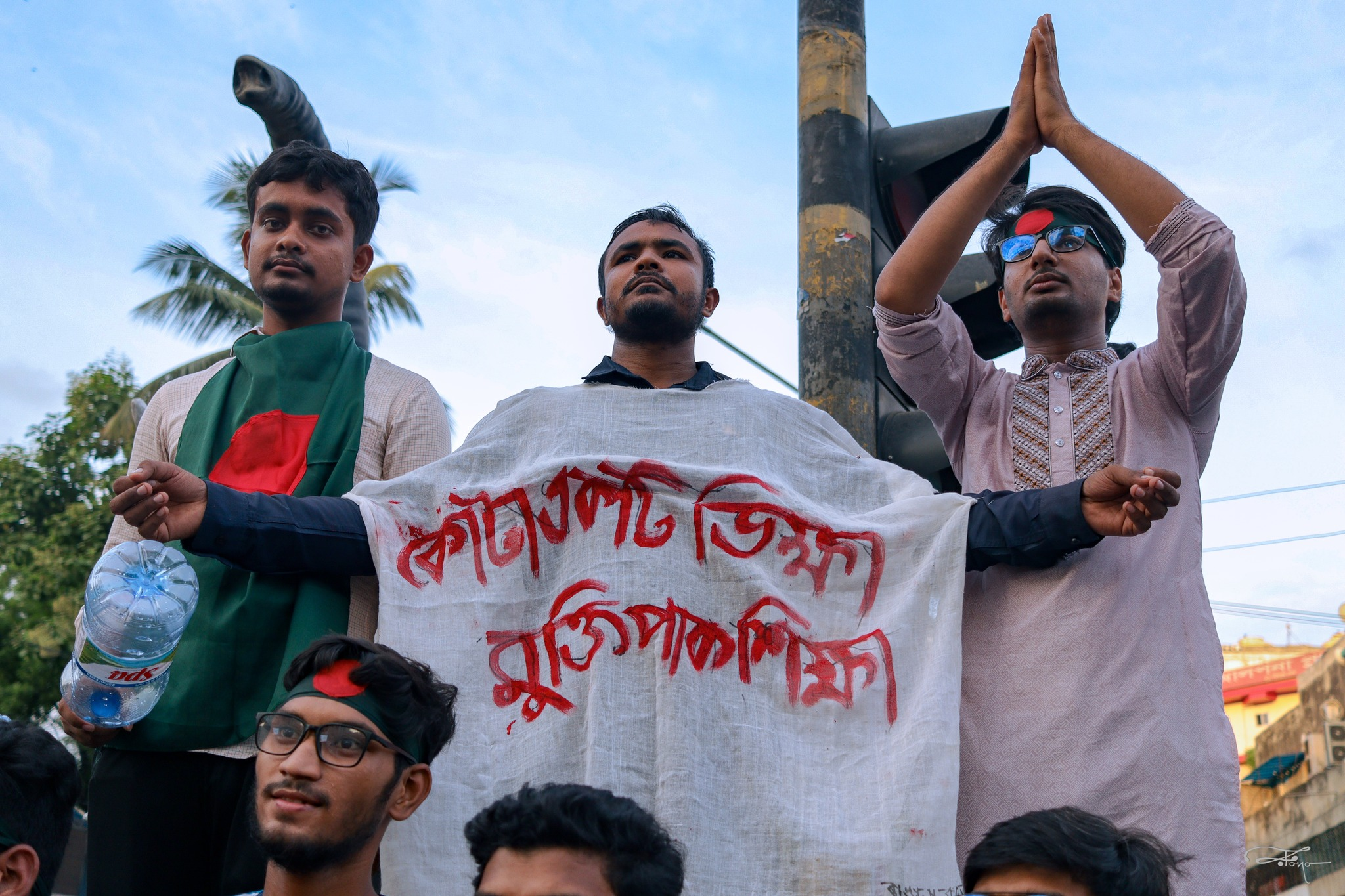
دانش آموزی که تابلوی اعتراضی با خود حمل می‌کند که روی آن نوشته شده بود "কোটা একটি ভিক্ষা; মুক্তি পাক শিক্া" (آموزش و پرورش.

### ۵ ژوئیه - ۹ ژوئیه
پنجم ژوئیه ۲۰۲۴، دادگاه عالی بنگلادش سهمیه شغلی را که ۳۰ درصد از پست‌های خدمات شهروندی را برای فرزندان و نوه‌های مبارزان آزادی در جنگ استقلال بنگلادش ذخیره می‌کند، مجدداً احیا کرد.
در نتیجه این حکم، شش دانشگاه اعتراضات مسالمت آمیزی را علیه حکم سهمیه برگزار کردند.
به دلیل تعطیلات عید قربان در بنگلادش، اعتراضات آرام شد. این وضعیت پس از تعطیلات به پایان رسید.
در روز ۷ ژوئیه دانشجویان اقدام به محاصره کردند و خواستار لغو سهمیه شدند.

### ۱۰ ژوئیه
در دانشگاه داکا در حدود ساعت ۱۱ صبح، یک راهپیمایی اعتراضی از مقابل کتابخانه این دانشگاه آغاز شد، از کنار مجسمه یادبود راجو گذشت و با مسدود شدن تقاطع شاه‌باغ به اوج خود رسید. نیروهای نظم و قانون موانعی را در مقابل دانشجویان قرار دادند تا از حرکت آنها جلوگیری کنند. بعد از ظهر همین روز مشخص شد که در حکم دادگاه عالی مبنی بر لغو سیستم سهمیه‌بندی، چهار هفته است که وضعیت موجود صادر شده است. رئیس دادگستری از دانش آموزان خواست که به کلاس‌های خود برگردند. سیستم حمل و نقل پایتخت داکا به دلیل محاصره در مناطق مختلف داکا متوقف شده بود و اتوبوس‌های بین شهری به دلیل ناآرامی از حرکت بازایستاده بودند.
پلیس به دانشجویان و دانش آموزان معترض در مقابل دانشگاه کومیلا حمله کرد.

### ۱۱ ژوئیه
قرار بر این بود تا محاصره و اعتراض در شاه‌باغ (که محل تمرکز ادارات آموزشی بنگلادش است) از ساعت ۳ بعد از ظهر آغاز شود اما به دلیل بارندگی در این روز، دانش آموزان در مسیر حرکت به سمت شاهباغ از سنگر پلیس عبور کردند و از ساعت ۱۶:۳۰ اعتراضان رسماً آغاز شد. دانش آموزان کالج داکا به دلیل موانع پلیس عقب‌نشینی کردند و دانشجویان دانشگاه داکا به دانشجویان دانشگاه جاگانات در شاهباغ پیوستند. به جز شاهباغ، دیگر مناطق در داکا تحت تأثیر این جنبش قرار نگرفت. در ساعت ۲۱:۰۰ دانشجویان به تظاهرات خود پایان دادند و در اعتراض به حمله پلیس به آنها، راهپیمایی و تجمع اعتراضی ۲۲ تیرماه (۱۲ ژوئیه) را اعلام و برای هماهنگی آن برنامه‌ریزی کردند.

### ۱۲ ژوئیه
ساعت ۱۷:۰۰ دانشجویان در شاهباغ اقدام به تجمع کردند و محاصره کردند.
در حالی که دانش آموزان مدرسه کامیلا ویکتوریا در حال پرداختن به تظاهرات خود بودند، گروهی از اعضای لیگ چاترا (بازوی حزب حاکم) دست به حمله به آنها زدند. در جریان این اتفاقات، دانش آموزی که در حال ضبط ویدئو بود به سالن برده شد و توسط اعضای لیگ چاترا مورد ضرب و شتم شدید قرار گرفت.

### ۱۳ ژوئیه
اعتراض دانشجویان با بستن خطوط راه‌آهن در رجشاهی ادامه یافت. در داکا، دانشجویان DU یک کنفرانس مطبوعاتی در همین شب برگزار کردند و در آنجا شکایت کردند که تلاش می‌شود (توسط دولت) با شکایت‌های قضایی مانع به نتیجه رسیدن جنبش دانشجویان شوند.

### ۱۴ ژوئیه
دانشجویان در داکا راهپیمایی کردند و این امر با تحصن و محاصره همراه بود. آنها بعداً یادداشتی را به رئیس‌جمهور، محمد شهاب‌الدین چوپو، تسلیم کردند.
در واکنش به بیانیه بحث‌برانگیز نخست‌وزیر بنگلادش در یک کنفرانس مطبوعاتی که گفته می‌شود وی از دانشجویان معترض به جنبش اصلاح سهمیه به عنوان فرزندان راجاکارها (هواداران وحدت پاکستان شرقی و غربی که خائنان در جنگ استقلال ۱۹۷۱ شناخته می‌شوند) یاد کرد، دانشجویان تظاهرات نیمه شبی را در منطقه پردیس دانشگاه داکا برگزار کردند. در جریان این اتفاقات دانشجویان دختر از سالن روکیا با شکستن قفلی که مقامات در دروازه خوابگاه نصب کرده بودند به اعتراض پیوستند.
در پی این اعتراضات شبانه دانشجویان، دولت به اپراتورهای اینترنت دستور داد تا شبکه 4G را در منطقه دانشگاه داکا خاموش کنند. سپس حوالی ساعت ۱۱:۳۰ شب، رهبران و اعضای لیگ چاترا بنگلادش به معترضان در دانشگاه چیتاگونگ حمله کردند و ۱۳ معترض را مجروح کردند.

### ۱۵ ژوئیه
حمله به معترضان بلافاصله پس از آن آغاز شد که دبیرکل اتحادیه عوامی لیگ در روز دوشنبه (۱۵ ژوئیه) گفته بود حزب لیگ چاترا بنگلادش، شاخه دانشجویی حزب حاکم (عوامی لیگ)، آماده است تا پاسخ مناسبی به معترضان سهمیه‌بندی به دلیل «رفتار متکبرانه» آنها بدهد.
در قلب بنگلادش، در شهر جاشور، در حدود ساعت ۱۲:۰۰ بعد از ظهر، دانشجویان دانشگاه علم و صنعت جسور و کالج مایکل مادوسودان تظاهراتی برگزار کردند. در این اعتراضات، یکی از اعضای لیگ چاترا به یک معترض حمله کرد و او را مجروح کرد.
در داکا، اعضای لیگ چاترا در حدود ساعت ۰۳:۴۵ بعد از ظهر از دانشگاه سگونباگیچا در نزدیکی اداره شیلات، راهپیمایی خود را به سمت شاهباغ آغاز کردند.
بعد از ظهر همین روز، اعضای لیگ چاترا به دانشجویان داخل سالن بیجوی اکاتور دانشگاه داکا حمله کردند، جایی که برخی از مهاجمان در حال تیراندازی با تپانچه و چوب مشاهده شدند. در پاسخ، معترضان نیز برای مقابله به مثل، چوب‌های آجری را از داخل سالن به سمت آنها پرتاب کردند. در حین پوشش تظاهرات در دانشگاه داکا، حتی دو روزنامه‌نگار که از طرف دیلی‌استار و پروتوم الو برای پوشش این اخبار در آنجا حضور داشتند، در حمله ای مورد حمله اعضای لیگ چاترا قرار گرفتند و در پی آن زخمی‌شدند.
در ساعت ۵:۳۰ بعد از ظهر، اعضای لیگ چاترا تلاش کردند به بخش اورژانس بیمارستان کالج پزشکی داکا حمله کنند، جایی که بیش از ۲۰۰ دانشجوی مجروح در درگیری‌ها به دنبال درمان خود بودند. پس از چندین تلاش در طول بعدازظهر همین روز، اعضای لیگ چاترا، برخی از آنها کلاه ایمنی به سر داشتند، به زور در حوالی ساعت ۷:۳۰ بعد از ظهر وارد بیمارستان شدند و شروع به حمله به بیماران کردند. بسیاری از حمله کنندگان حامی دولت در بیمارستان در حال حمل میله و تبر چینی مشاهده شدند. آنها دانشجویانی را که پیشتر در اعتراضات روزهای پیش جنبش اصلاح سهمیه‌ها شرکت کرده بودند و مجروح شده بودند را هدف قرار دادند و به چندین آمبولانس پارک شده در کنار این کالج نیز آسیب جدی وارد کردند.
بعداً در همین شب، حمله ای که توسط شعبه چاترا لیگ رجشاهی در دانشگاه رجشاهی به دانشجویان معترض انجام شد، منجر به زخمی شدن شش دانشجو از جمله عضو مشترک اتحادیه دانشجویان بنگلادش شد.
در شهر کامیلا، دانشجوی هماهنگ‌کننده دانشگاه برای حضور دانشجویان در جنبش دانشجویی ضد تبعیض حدود ساعت ۸ شب هنگامی که هشت عضو لیگ چاترا با او تماس گرفتند تا تلفنش را بررسی کنند و او را مورد ضرب و شتم شدید قرار دادند، مورد حمله قرار گرفت.
در پایان روز، معترضان خواستار تظاهرات و تجمعات سراسری در تمامی مراکز آموزشی کشور در ساعت ۱۵:۰۰ روز ۱۶ تیرماه (۱۶ ژوئیه) شدند.

### ۱۶ ژوئیه
حدود ساعت ۱۲:۱۵ بامداد اعضای لیگ چاترا با استفاده از سلاح گرم به دانشجویان دانشگاه جهانگیر نگار حمله کردند. دانش آموزان پس از شکستن قفل خوابگاه به محل اقامت معاونت پناه بردند. حدود ۳۰۰ نفر از اعضای لیگ چاترا، مسلح به لوله‌های GI و چوب، آجر و بطری‌های شیشه‌ای را به سوی دانش‌آموزان پرتاب کردند. بر اساس گزارش‌های جسته گریخته بیرون آمده از این اتفاقات، در این شب تیراندازی تسوسط اعضای لیگ چاترا صورت گرفته و دو روزنامه‌نگار از جمله یک تن از داکا تریبون و بیش از ۵۰ دانشجوی معترض زخمی‌شدند.
پلیس برای کنترل اوضاع دست به کار شد، در حالی که هر دو گروه خود را در خارج از محل اقامت معاونت قرار دادند. دانشجویان ادعا کردند که مهاجمان شامل افراد خارجی بودند که برخی از آنها چهل ساله بودند. بعداً، بازرس فرعی پلیس آگاهی آشولیه در عوض تصمیم گرفت با بیان اینکه معترضان در ایجاد «این آشوب» مقصر هستند، دانشجویان را مقصر معرفی کند تا اینگونه بتوانند حمله به دانشجویان در خوابگاه را توجیه کنند.
یکی از حوادث خشونت‌آمیز با حضور پلیس و دانشجویانی که خواستار اصلاح سهمیه‌ها بودند در مقابل دانشگاه بیگم روکیا در رنگ‌پور بین ساعت ۲:۳۰ تا ۳:۰۰ بعد از ظهر رخ داد. پلیس در جریان این حادثه به استفاده از باتوم و در نهایت تیراندازی متوسل شد. به گفته دکتر یونس علی، مدیر بیمارستان کالج پزشکی رنگپور، یکی از دانشجویان دانشگاه بیگم روکیا به نام ابوسید علیرغم انتقال به بیمارستان، بر اثر اصابت گلوله نیروهای پلیس بنگلادش، جان خود را از دست داد.
حوالی ساعت ۳:۳۰ بعد از ظهر، گزارش شد که در منطقه فارمگیت-خامباری، مهاجمان از لیگ چاترا با چوب به معترضان (دانشجویان) حمله کردند. زمانی که معترضان در ایستگاه مترو فارم گیت پناه گرفتند، مهاجمان وارد شدند و شروع به ضرب و شتم دانشجویان کردند که مسافران مترو جملگی شاهد این رخداد بودند. در حلیکه ادعا می‌شود پلیس برای کنترل اوضاع در این محدوده مستقر شده است، DMTCL، مقام مسئول عملیات راه‌آهن مترو داکا، تمامی این ادعاها را رد کرد و اظهار داشت که نگهبانان ایستگاه به سختی توانستند «اشرار» را در حالی که با چوب‌های بامبو وارد می‌شدند از این منطقه برانند. آنها همچنین اعلام کردند که خسارتی به این ایستگاه وارد نشده است. با این حال آنها از برنامه‌ریزی برای بستن برخی از ورودی‌های مجموعه ایستگاه برای مدتی برای جلوگیری از تکرار چنین حوادثی خبر دادند.
با تخلیه اجباری دانشجویان در دانشگاه‌های دولتی، دانشجویان مدارس، کالج‌ها و دانشگاه‌های خصوصی گوناگون در سراسر بنگلادش نیز به معترضان پیوستند. آنها اعتراض کردند و راه‌ها را علیه خشونت لیگ چاترا در جنبش اصلاح سهمیه بندی بستند، از جمله کالج نوتردام، کالج مدل مسکونی داکا، کالج مدل راجوک اوتارا، کالج آدامجی کانتونمنت، مدرسه و دانشکده ظهر ویقارونیسا، مدرسه و کالج ایده‌آل، کالج ایده‌آل، کالج شهر داکا، کالج BAF شاهین داکا، کالج BAF شاهین کورمیتولا، دانشکده دولتی بیرشرسته نورمحمد، کالج عمومی بیرشرستا منشی عبدالرئوف، دانشگاه پریمازیا، دانشگاه بین‌المللی متحد، دانشگاه براک، دانشگاه هنرهای لیبرال بنگلادش، دانشگاه علم و صنعت احسن الله، کالج دانیا، کالج دکتر محبوب رحمان ملا، دانشگاه دولتی بنگلادش، دانشکده و بیمارستان پزشکی انام، دانشگاه تجارت و فناوری بنگلادش، دانشگاه بین‌المللی نرگس، دانشگاه شمال جنوب، دانشگاه بین‌المللی آمریکایی بنگلادش، دانشگاه مستقل، دانشگاه شرقی، دانشگاه سیتی، دانشگاه شرق غرب، دانشگاه جنوب شرقی، دانشگاه بین‌المللی بازرگانی کشاورزی و فناوری، دانشگاه مد و فناوری BGMEA، دانشگاه بین‌المللی منارات و بسیاری دیگر را مسدود کردند.
دانشجویان دانشگاه شمالی جنوبی، دانشگاه مستقل بنگلادش و دانشگاه BRAC با محاصره ای که توسط دانشجویان تا باریدهارا، خیابان‌های مقابل مرکز خرید پارک آینده جامونا ایجاد شده بود، در منطقه مسکونی باشوندهارا و بادا تانا در اطراف و اطراف محل خود به تظاهرات پرداختند. بزرگ‌ترین مرکز خرید این کشور، بازار نتون، بادا و پل هوایی کوریل که باعث مسدود شدن مناطق همجوار آن از جمله رامپورا، بناسری، جاده لینک بددا و منطقه هتل ابول در مالیباغ شده است. دانشجویان دانشگاه پریمازیا نیز منطقه بنانی را مسدود کردند. دانشجویان کالج نوتردام در مرکز اصلی مالی کشور و بزرگ‌ترین منطقه تجاری مرکزی متیجه ثنا در میدان شاپلا تظاهرات کردند. دانشجویان دانشگاه بین‌المللی نرگس نیز تلاش کردند تظاهراتی را در خیابان راه اندازی کنند، اما در عوض در محوطه دانشگاه اعتراض کردند. دانشجویان دیگر دانشگاه‌ها و کالج‌ها و مدارس نیز به این تظاهرات پیوستند. تظاهرات همچنین در دانموندی تانا، به ویژه در مقابل منطقه آزمایشگاه علوم و در اوتارا برگزار شد. راهبندان‌های بزرگ (گریدلاک) نیز در مکان‌هایی مانند محمدپور، دانموندی، جاده میرپور و گابتولی ایجاد شد.
دانشجویان معترض، خطوط راه‌آهن را نیز در چیتاگونگ و محخالی مسدود کردند. معترضان همچنین بزرگراه‌های داکا-چتوگرام، داکا-باریسال، داکا-رجشاهی و داکا-تانگل را مسدود کردند و عبور و مرور از آنها با اختلال مواجه شد.
در همین شب، وزارت آموزش و پرورش تعطیلی نامحدود (تا اطلاع ثانوی) مدارس و دانشکده‌ها و به تعویق افتادن آزمون HSC که برای ۱۸ ژوئیه برنامه‌ریزی شده بود را به صورت عموم، اعلام کرد.
کمیسیون کمک هزینه‌های دانشگاه بنگلادش (UGC) نیز اعلام کرد که تمامی دانشگاه‌های دولتی و خصوصی در سراسر کشور تا اطلاع ثانوی تعطیل خواهند بود. این تعطیلی‌ها حتی به کلیه دانشکده‌های وابسته به پزشکی، نساجی، فنی و مهندسی و سایر دانشکده‌ها نیز رسید و همهٔ آنها تعطیل اعلام شدند. این کمیسیون همچنین به مقامات دانشگاه دستور داد تا سالن‌های مسکونی را با توجه به ایمنی دانشجویان هرچه زودتر تخلیه کنند.
به یاد کشته شدگان، جنبش یک نماز میت نمادین را اعلام کرد که برای ۱۷ ژوئیه (روز بعد) برنامه‌ریزی شده است.

### ۱۷ ژوئیه
پس از برگزاری برنامه نماز میتی که توسط BNP و احزاب دیگر برای قدردانی از شش نفری که در ۱۶ ژوئیه برای جنبش اصلاح سهمیه کشته شدند، ترتیب داده بودند، درگیری‌ها با پلیس همچنان ادامه یافت.
دولت به همه دانش آموزان دستور داد تا هرچه زودتر اماکن مسکونی و خوابگاه‌های دانشجویی را تخلیه کنند. معترضان این دستور را رد و مقامات، پلیس را برای تخلیه سالن‌ها مستقر کردند. دانشجویانی که بزرگراه داکا-باریسال (N8) را مسدود کرده بودند، در اعتراض به خشونت پلیس نسبت به دانشجویان معترض و بدون سلاح، خواستار عدالت برای متوفیان و فراخوان برای ایجاد یک محوطه دانشگاهی عاری از ترور، تعطیلی کامل را برای ۱۸ ژوئیه اعلام کردند و فقط به خدمات اضطراری اجازه عبور و مرور دادند.
نخست‌وزیر بنگلادش، شیخ حسینه، در ساعت ۷:۳۰ بعد از ظهر به مردم خطاب کرد، و در آنجا از تحقیقات قضایی در مورد مرگ و میر دانشجویان در اعتراضات ضد سهمیه بندی خبر داد و با تأکید بر عدالت برای دانشجویان و محکوم کردن خشونت خواستار حفظ بردباری معترضان تا صدور حکم نهایی شد. در مقابل، همان روز عبیدالقوادر گفت: «در هر بند آماده باش. در بخش خود موقعیت بگیرید. امروز نیز تلاش خواهند کرد تا هرج و مرج ایجاد کنند. آنها یک دستور کار خرابکارانه دارند.

### ۱۸ ژوئیه
صبح ۱۸ ژوئیه، پلیس با دانشجویان دانشگاه براک (BRAC) در خیابان‌های بادا درگیر شد. پلیس همچنین با باتوم و گاز اشک آور به سوی دانشجویان حمله می‌کرد. آنها برخلاف کنوانسیون‌های بین‌المللی، گلوله‌های گاز اشک آور را در محوطه دانشگاه شلیک کردند. گزارش‌ها حاکی از کشته شدن حدود ۳۰ دانش آموز توسط پلیس بنگلادش است.
انیسول حوک، وزیر دادگستری با دادستان کل بنگلادش در مورد درخواست تجدید نظر به دادگاه برای رسیدگی به پرونده در ۲۱ ژوئیه (سه روز بعد) گفتگو کرد. وی از دانشجویان خواست تا از اعتراض خود عقب‌نشینی کنند. در پی انتشار این اخبار، دانش آموزان به مقر شبکه تلویزیونی دولتی، تلویزیون بنگلادش، یورش بردند و مرتکب یک آتش‌سوزی در این محدوده شدند. این شبکه پس از یورش دانشجویان خشمگین، پخش تمامی برنامه‌های تلویزیونی خود را متوقف کرد.
سایت پلیس بنگلادش، بانک بنگلادش، دفتر نخست‌وزیر بنگلادش و وب سایت رسمی لیگ چاترا بنگلادش به دست یک گروه معترض به سهمیه‌ها در پاسخ به خشونت و حملات انجام شده توسط پلیس و لیگ چاترا (که منجر به مرگ چندین نفر شد) هک شد.

### ۱۹ ژوئیه
پلیس کلانشهر داکا در تلاش برای جلوگیری از اعتراضات دانشجویان، از تعلیق نامحدود گردهمایی‌ها و راهپیمایی‌های عمومی در این شهر خبر داد. به گفته چندین ناظر راه‌آهن ناشناس که حاضر به گفتگو با روزنامه نگاران شده بودند، مقامات راه‌آهن بنگلادش به دستور مقام‌های بالاتر در دولت، خدمات قطار بین داکا و بقیه کشور را برای جلوگیری از استفاده معترضان اصلاح سهمیه‌بندی از قطار برای سفر یا تشکیل تجمعات با پروتوم الو راهنمایی کردند. همچنین قطع سراسری دسترسی به اینترنت که از ۱۸ ژوئیه آغاز شده بود تا ۱۹ ژوئیه ادامه یافت.
در سراسر بنگلادش، فراخوان‌ها برای اعتراضات اصلاح سهمیه عمدتاً ادامه یافت. حوالی ساعت ۱۰ صبح ۱۹ ژوئیه، استادان دانشگاه مهندسی و فناوری راج‌شاهی در راستای همراهی با اعتراضات دانشجویی، به صورت خود پوشش‌های مشکی پوشیدند. تقریباً در ساعت ۱۲:۴۵ بعد از ظهر، پس از اینکه معترضان در منطقه کیشورگانج، بهیراب تانا، ایستگاه پلیس را محاصره کردند، پلیس از داخل ایستگاه به سمت جمعیت معترض شلیک کرد و بیش از صد تن دانشجویان را مجروح کردند.
درگیری‌هایی نیز با پلیس در مناطق دیگر بنگلادش، از جمله در اوتارا، محمدپور، و بادا تاناس در داکا نیز رخ داد.
در منطقه نارسینگدی، معترضان به یک زندان یورش بردند و موفق شدند صدها زندانی را پیش از آتش زدن این زندان آزاد کردند.
دولت منع آمد و شد وضع کرد و نیروهای ارتش را در سراسر کشور مستقر کرد.
در نیمه شب، نشستی بین سه نماینده دولت و سه نماینده معترضان: سرجیس علم، حسن عبدالله و تنویر احمد برگزار شد. شایان ذکر است، سرجیس علم یکی از اعضای لیگ چاترا بود و در انتخابات ۲۰۱۹ اتحادیه مرکزی دانشجویان دانشگاه داکا به عنوان نامزد لیگ چاترا شرکت کرده بود اما دربارهٔ چگونگی حضور او به عنوان معترضان شبهه وجود دارد.

## اظهارات رضاکار
در ۱۴ ژوئیه، نخست‌وزیر شیخ حسینه گفت:
| « | اگر نوه‌های آزادیخواهان سهمیه نگیرند به سراغ نوه‌های رضاکارها خواهند رفت؟ این سؤال من است، سؤال هموطنان. | » |

در پاسخ به اظهارات نخست‌وزیر، در ساعات اولیه ۱۵ ژوئیه ۲۰۲۴، دانش آموزان آغاز به استفاده از شعارهایی کردند مانند "তুমি কে, আমি কে? রাজাকরাজকরা! বলেছে، آیا می‌خواهی؟"  (ت.ت. 'Who are you? Who am I? A Razakar, a Razakar! Who has said it? Who has said it? The Autocrat, the Autocrat!' "شما کی هستید؟ من کی هستم؟ یک رضاکار، یک رضاکار! کی گفته؟ کی گفته؟ خودکامه، خودکامه!"), "এক, দুই তিন চার, আমরা হলাম রাজাকাজাকা আমাা হলাম রাজাকাজাকা ার" চাইতে গেলাম অধিকার، হয়ে গেলাম রাজারর!"  (ت.ت. 'Sought for rights, got turned into a Razakar!' "به دنبال حق، تبدیل به یک رضاکار!"). معترضان استدلال کردند که بیانیه نخست وزیر به‌طور غیرمستقیم آنها را به عنوان «رضاکار» نامیده و آنها را به دلیل حمایت از اصلاح سهمیه‌ها تحقیر می‌کند، که باعث شد آنها این شعارها را اتخاذ کنند.
اتحادیه چاترای بنگلادش تهدید کرد که هر معترضی که از این شعارها استفاده کند با عواقب تندی مواجه خواهد شد. آنها این استدلال را داشتند که این اقدامات، توهین آمیز به روح جنگ آزادیبخش و مبارزان آزادی بنگلادش است. همچنین اعلام کرد که در صورت تداوم به‌کارگیری از این شعارها اقدامات لازم را انجام خواهند داد. دیپو مونی وزیر رفاه اجتماعی اعلام کرد که معترضان نباید حق در دست داشتن پرچم بنگلادش را داشته باشند و اینگونه آنها را عوامل خارجی قلمداد کرد. با توجه به این اظهار نظرها، نخست‌وزیر رسماً آموزش معترضان را زیر سؤال برد.

## عواقب
به دلیل حملات اعضای لیگ چاترا به معترضان، دانشگاه‌های بزرگ در سراسر داکا از جمله دانشگاه داکا و دانشگاه جاگانات بسیاری از افراد مرتبط و همراه با این گروه را از دانشگاه اخراج کرده‌اند. در دانشگاه داکا، مقامات حتی نمره‌های ۱۰ دانشجویان را نیز پذیرفتند.

## تلفات
تا ۱۸ ژوئیه ۲۰۲۴، هفده تن کشته در سراسر کشور به دلیل حملات و خشونت انجام شده توسط لیگ چاترا و پلیس بنگلادش گزارش شده بود. علاوه بر این، بیش از ۶۰۰۰ دانش آموز، غیرنظامی و کودک نیز بر اثر این حملات مجروح شده‌اند.

### ۱۷ ژوئیه
در ۱۷ ژوئیه ۶ نفر کشته شدند. در زیر اسامی و شغل کشته شدگان شرح داده شده است:
خانم شاه جهان، یک دستفروش ۲۵ ساله از منطقه نیو مارکت
دکتر فاروق، کارمند ۳۲ ساله یک مغازه مبلمان
دکتر وسیم اکرم، دانشجوی ۲۲ ساله گروه جامعه‌شناسی کالج چیتاگونگ و از فعالان چاترا دال
فیصل احمد شانتو، دانشجوی ۲۴ ساله کالج عمرگانی MES
سابوج علی، عضو ۲۵ ساله لیگ چاترا و دانشجوی کالج داکا
و از همه مهم‌تر، ابوسید، دانشجوی ۲۵ ساله گروه زبان انگلیسی در دانشگاه بیگم روکیا.
تصویری از ابوسید بلافاصله پس از تیراندازی توسط پلیس به عنوان نماد اعتراض در فضای مجازی پخش و دست به دست شد.

### ۱۸ ژوئیه
حداقل یازده نفر در ۱۸ ژوئیه کشته شدند، که تنها ۳ نفر از آنها نامشان فاش شده است:
سیام، یک کارگر ۱۸ ساله در یک مغازه باتری فروشی در گلستان.
دیپتا دی، دانشجوی سال دوم ۲۱ ساله کالج دولتی مادریپور.
و فرهان فیاض، دانشجوی ۱۷ ساله کالج مدل مسکونی داکا.
چهار نفر دیگر در درگیری بین پلیس در اوتارا کشته شدند، از جمله دو دانشجوی دانشگاه شمالی، در حالی که یک نفر در نارسینگدین در درگیری بین پلیس و دانشجویان کشته شد.

## واکنش‌ها

### داخلی
بزرگ‌ترین حزب اپوزیسیون دولت در بنگلادش، حزب ملی‌گرای بنگلادش، حملات اعضای لیگ چاترا به معترضان را محکوم کرد. اتحاد دموکراتیک چپ نیز این سرکوب‌ها را محکوم کرد و اعلام کرد: «دولت به جای به رسمیت شناختن تغییرات منطقی در سیستم سهمیه بندی، سخنرانی‌های تحریک آمیز انجام می‌دهد».
سی تن از شهروندان برجسته بنگلادش تلفات جانی در درگیری‌های خشونت‌آمیز در جریان اعتراضات را محکوم کردند. همچنین سازمان غیردولتی شفافیت بین‌المللی بنگلادش نیز این سرکوب‌ها را محکوم کرد.
سفارت آمریکا در بنگلادش به شهروندان خود که در این کشور زندگی می‌کنند هشدار داد تا از تظاهرات خودداری کنند و در مجاورت تجمعات بزرگ احتیاط کنند. سفارت بعدتر به دلیل تشدید اوضاع وخیم بنگلادش از فعالیت بازایستاد.

### سراسر دنیا
سازمان عفو بین‌الملل حملات علیه معترضان را محکوم کرد و از دولت خواست «فوراً امنیت همه معترضان مسالمت‌آمیز و درمان مناسب با همه مجروحان را تضمین کند».
سازمان غیردولتی حقوق مدنی دیجیتال اکنون دسترسی داشته باشید از دولت خواست که دسترسی نامحدود به اینترنت و شفافیت در هنگام اختلالات را داشته باشد و ارائه دهندگان خدمات از قبل اطلاع‌رسانی و توضیحاتی را به کاربران ارائه دهند.
همچنین مردم ایران در توییتر به شدت پیگیر اخبار این رخدادها بودند. این رخدادها با سانسور شدید از سوی دولت بنگلادش همراه بوده و اطلاعات به صورت قطره چکانی به خارج درز پیدا کرده است. ترجمه این صفحه نیز در راستای همراهی مردم ایران با مردم بنگلادش بوده است.

## آلبوم عکس

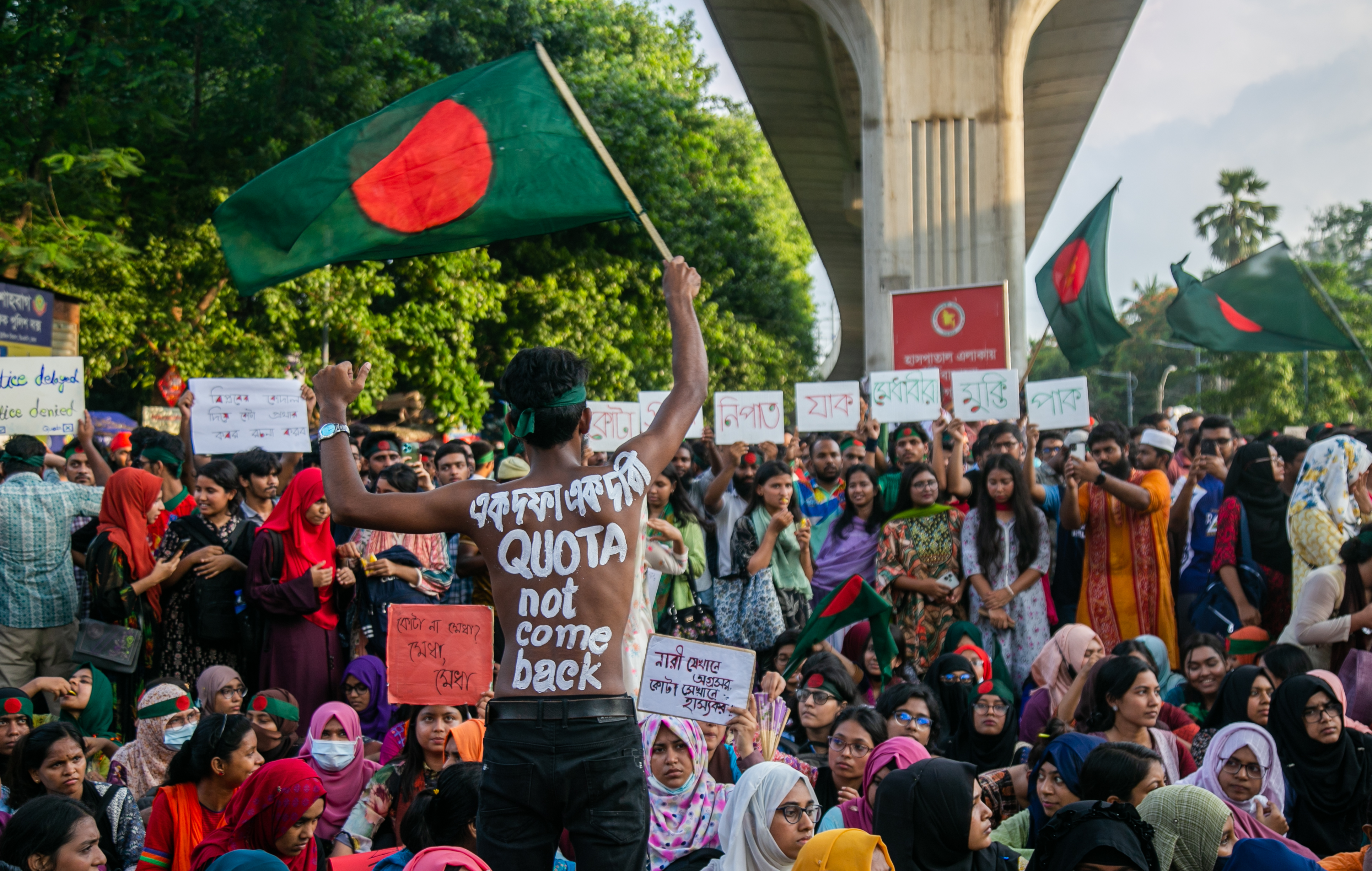
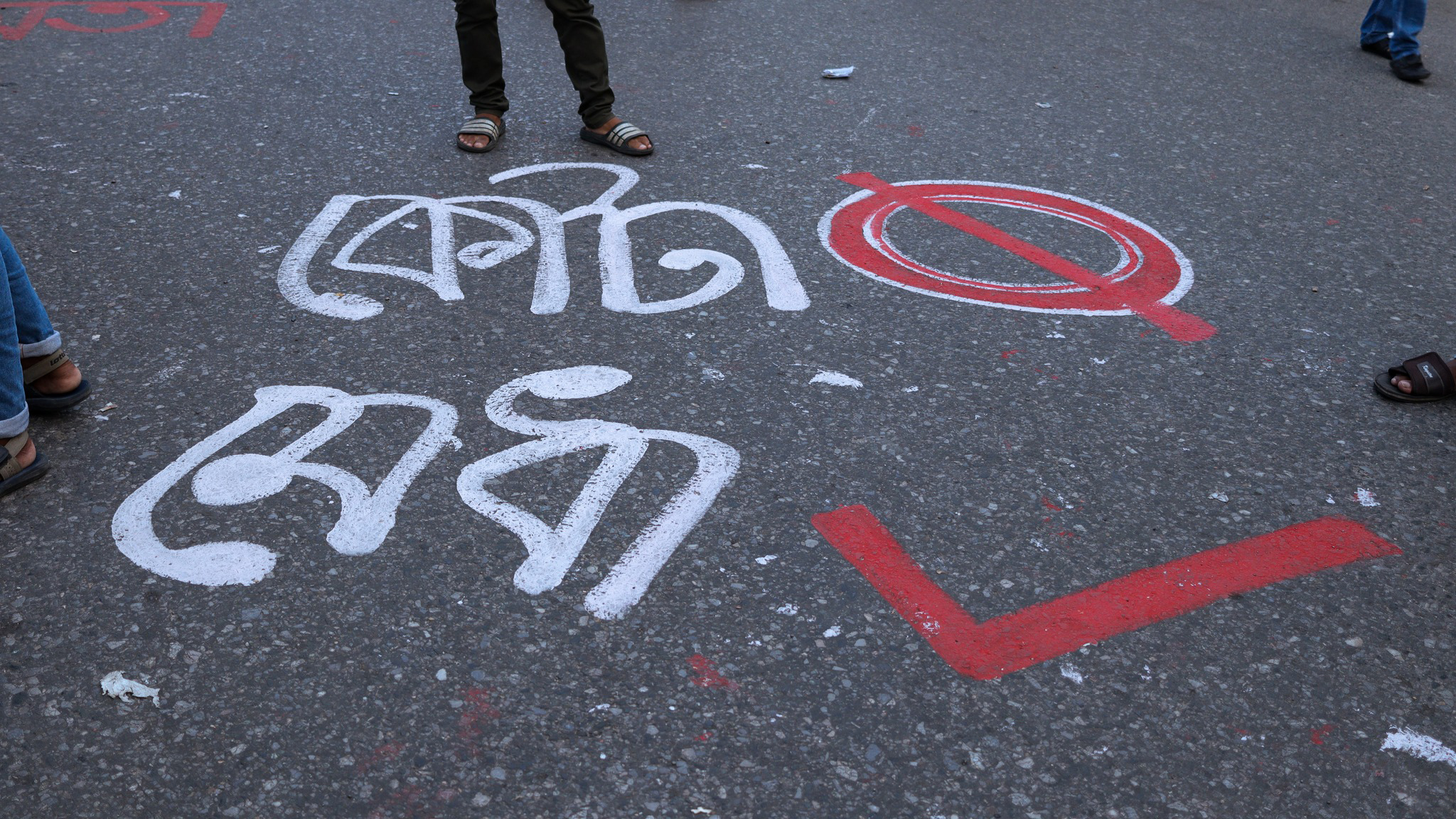
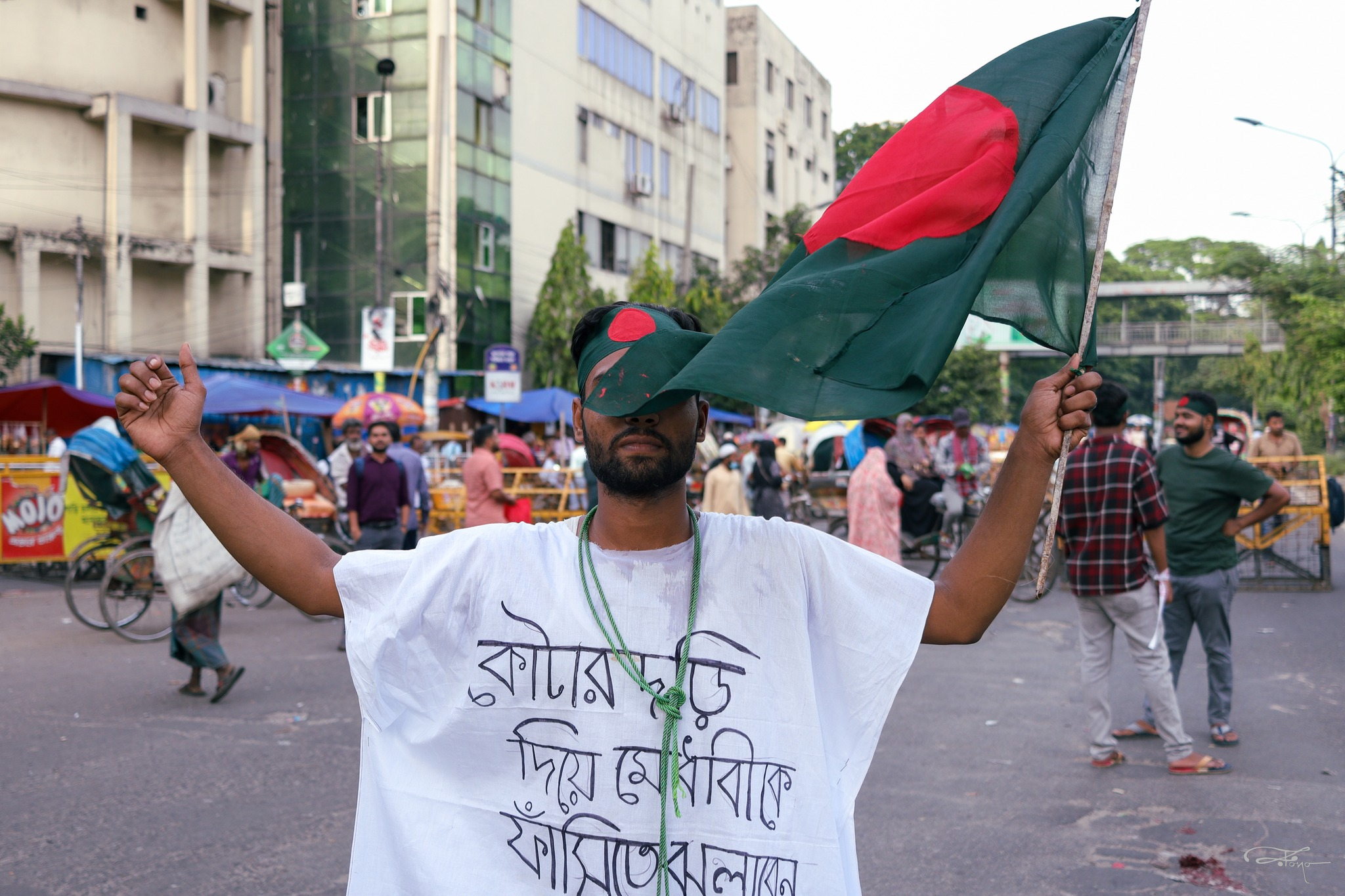
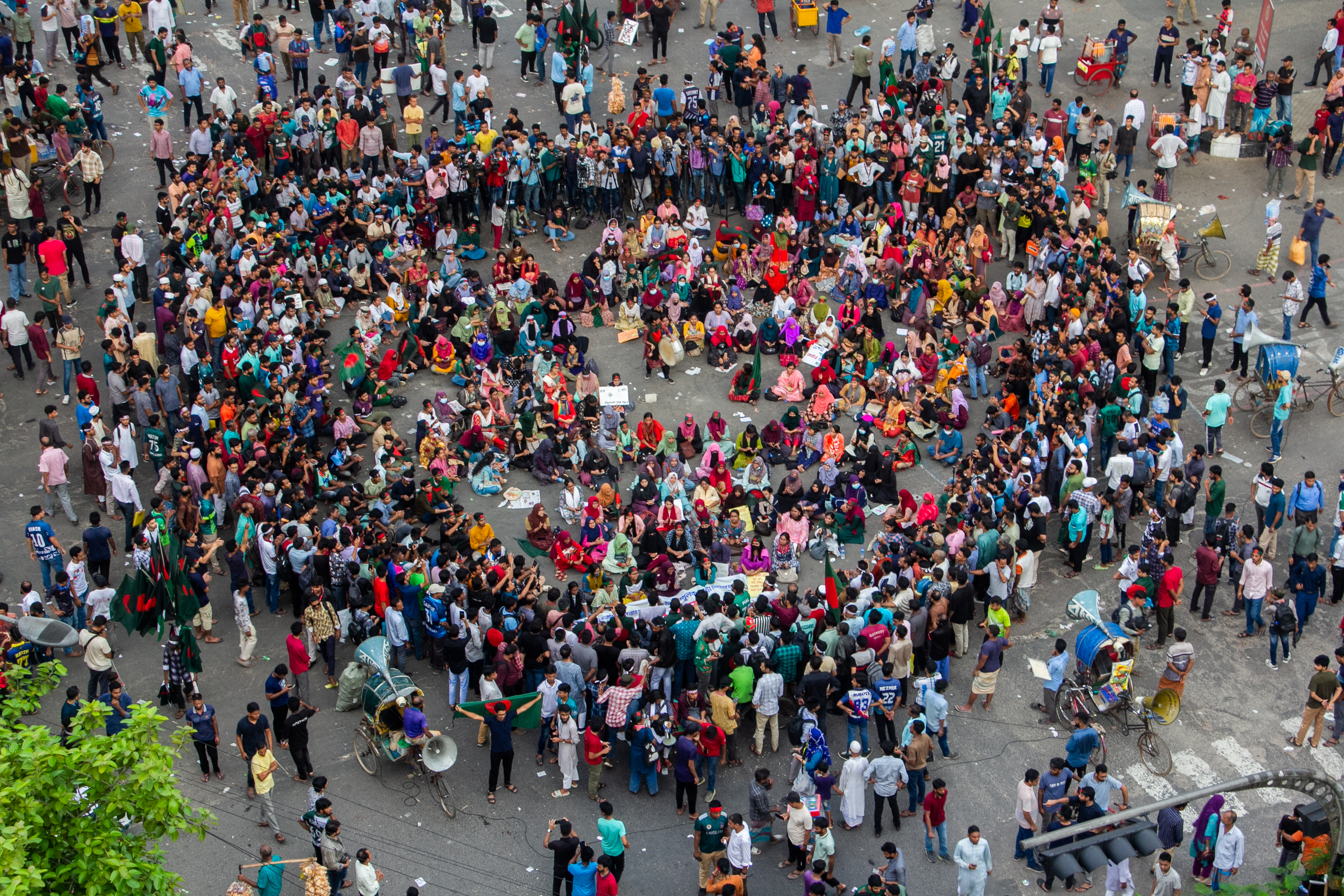
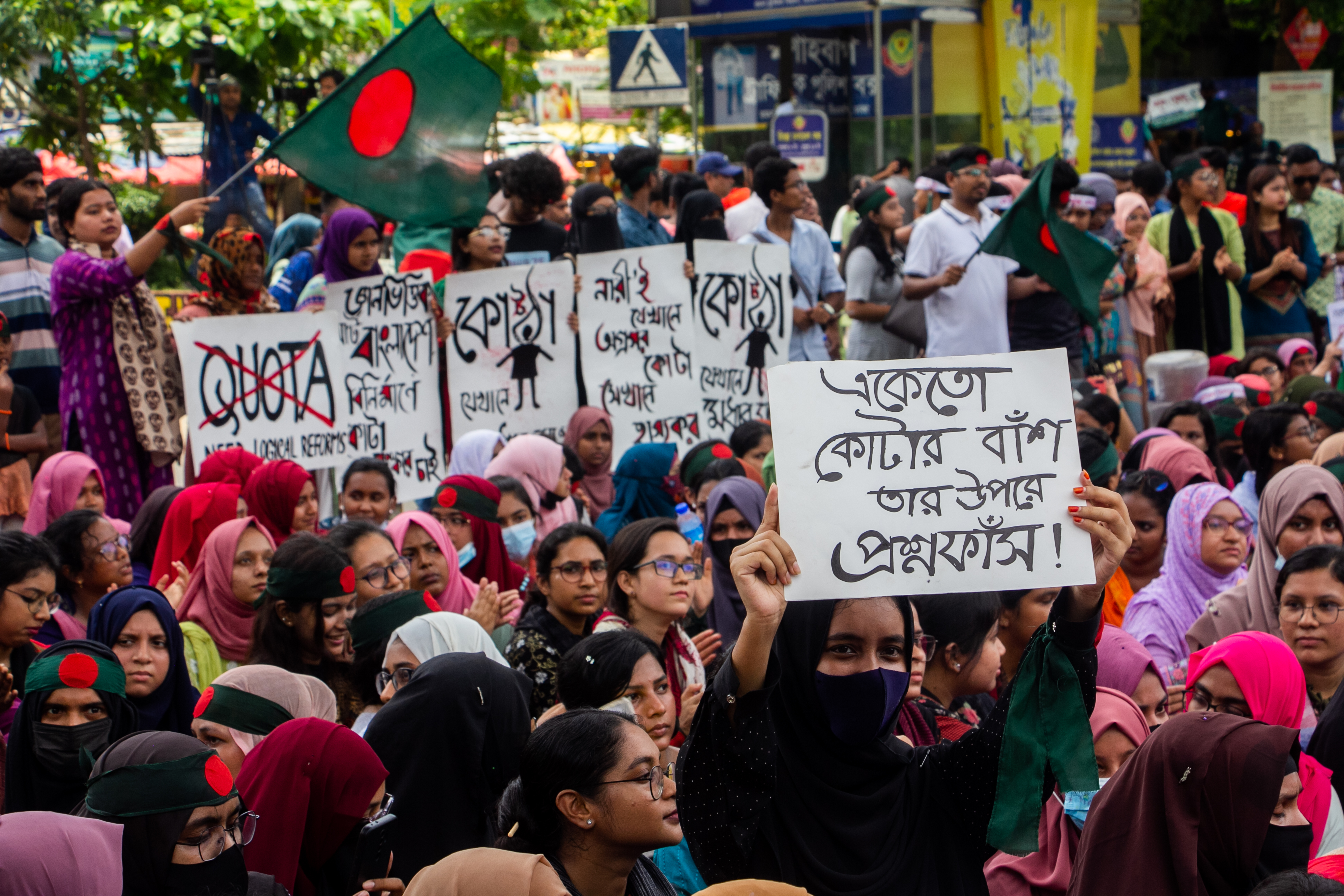
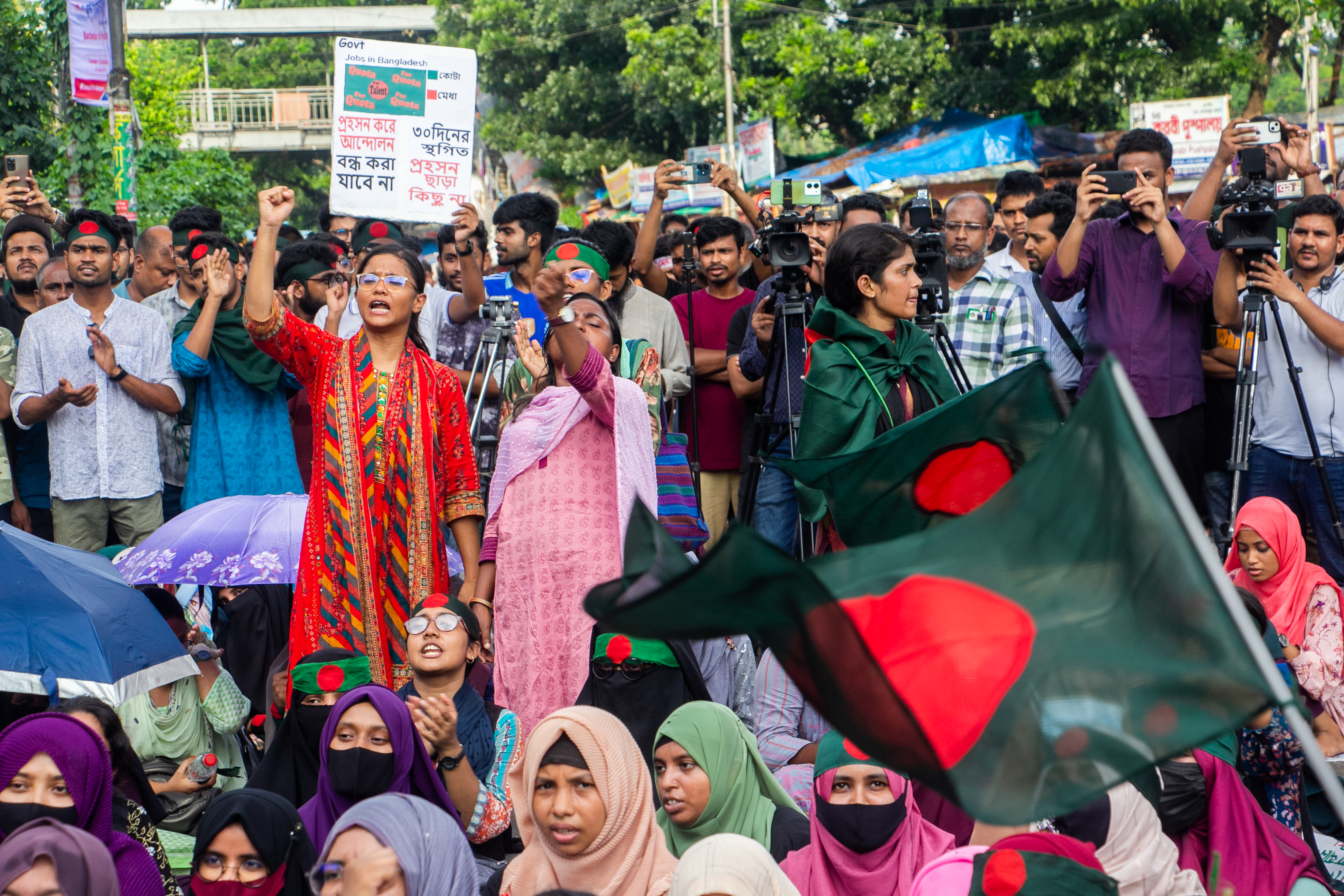
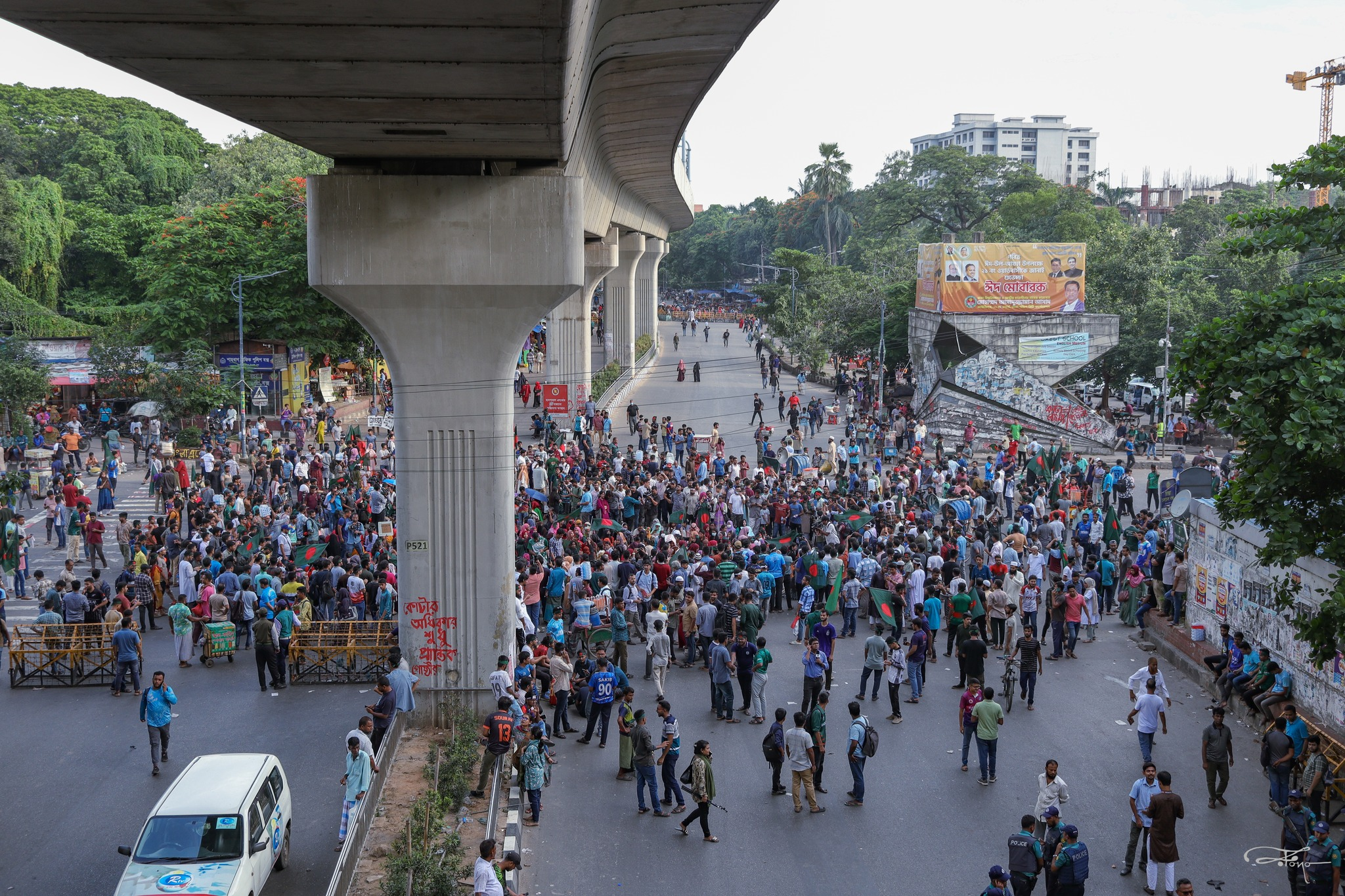
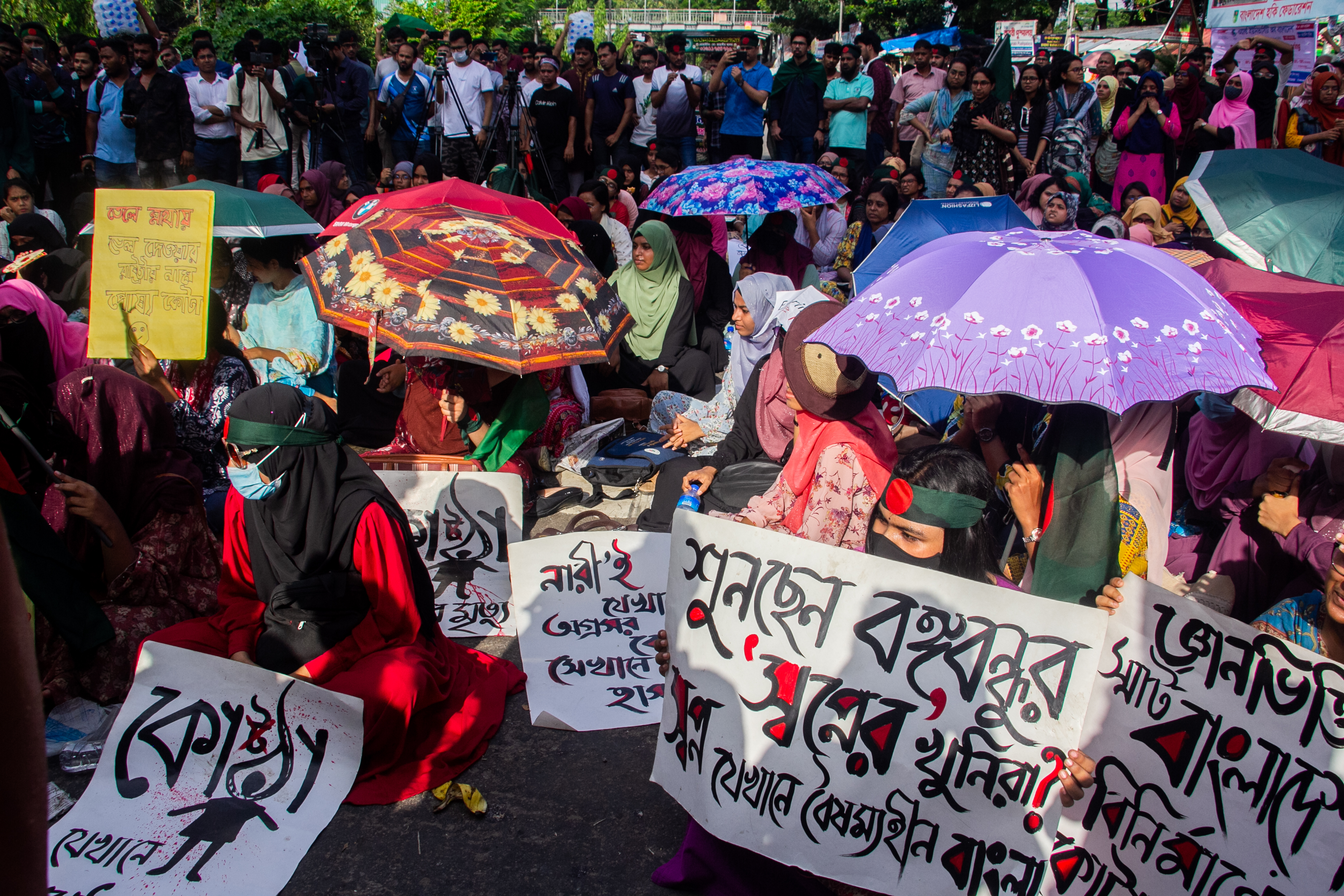